# Vesioli (Yuzhni, Krymsk, Krasnodar)
Vesioli (del ruso: Веселый) es un jútor del raión de Krymsk del krai de Krasnodar, en Rusia. Está situado a los pies de las estribaciones septentrionales del Cáucaso occidental, 6 km al norte de Krymsk y 82 km al oeste de Krasnodar. Tenía 251 habitantes en 2010
Pertenece al municipio Yúzhnoye.